# Moulin à eau à Kusić
Le moulin à eau à Kusić (en serbe cyrillique : Воденица поточара у Кусићу ; en serbe latin : Vodenica potočara u Kusiću) est un moulin à eau situé à Kusić, dans la province de Voïvodine, dans la municipalité de Bela Crkva et dans le district du Banat méridional, en Serbie. Il est inscrit sur la liste des monuments culturels de grande importance de la république de Serbie (identifiant no SK 1459).